# Mattierungsmittel
Der Begriff Mattierungsmittel bezeichnet Additive für Beschichtungswerkstoffe, die die Oberfläche der Beschichtung so beeinflusst, dass deren Glanzgrad sinkt (Mattierung). Mattierungsmittel bewirken meist eine gezielte Rauheit der Beschichtungsoberfläche, wodurch eine diffuse Lichtstreuung entsteht.
Als Mattierungsmittel werden neben Kieselsäuren und Silikaten auch Wachse, Polyethylen, Polypropylen oder Copolymerisate eingesetzt.